# The Brotherhood IV
The Brotherhood IV: The Complex es la cuarta película de la saga homoerótica de películas de terror, La Hermandad, dirigida por David DeCoteau, y estrenada en 2005.

## Argumento
Lee Hanlon, un joven cadete de una academia militar llamada «The Complex» se une a una sociedad secreta, los «Cráneos Negros». Es enviado a una extraña cueva en una playa cercana, pero no sobrevive a la ceremonia, siendo atacado por un súcubo con poderes. La criatura mítica después va a por los otros miembros de la sociedad.

## Reparto
- Sebastian Gacki como Lee Hanlon.
- April Telek como la capitana Arabella Morrissey.
- Brody Harms como Robert Severin.
- Graham Kosakoski como Victor Thanos.
- Angelique Naude como la secretaria Madison.
- Chad E. Rook como Andy.
- Brett Viberg como Brandon.
- Emrey Wright como Charlie.
- Charlie Marsh como G-Force.